# Vasas Kubala Akadémia

A Vasas Kubala Akadémia a korábbi Vasas Akadémia elnevezésével jött létre 2011. december 9-én, amikor felvette a legendás labdarúgó, Kubala László nevét. A Vasas Kubala Akadémia 6-19 éves gyerekeket képez két helyszínen, Pasaréten és Angyalföldön. A leendő labdarúgó növendékek szigorú kiválasztási rendszeren mennek keresztül. A fiatal akadémisták számára minden szükséges körülményt megteremtenek arra, hogy a kiváló sportteljesítmény mellett tanulmányaik terén is eredményesen szerepeljenek.
Kubala Lászlót azért választották névadónak, mivel ő maga is támogatta külföldön próbálkozó honfitársait (például Puskás Ferencet vagy Czibor Zoltánt).
Kubala László születésének 85. évfordulója alkalmából a nevét viselő Vasas Kubala Akadémia tulajdonosai  bronzszobrot állítottak Kubala László tiszteletére a Vasas SC Fáy utcai Sportcentrumában. A szobrot Wiesenthal-díjas szobrász és éremművész, a ravennai Dante-biennále nemzetközi zsűrijének tagja, Kutas László  készítette. A szobor ünnepélyes avatóünnepsége 2012. június 15-én zajlott, azon a napon, amelyen 52 évvel korábban Kubala László szerződést kötött a Barcelona FC-vel. A szobrot Kubala László fia, Carlos Kubala és a Spanyol Királyság rendkívüli kinevezett nagykövete, Enrique Pastor de Gana leplezte le.
Ez alkalomból 2012. június 16-17-én a Vasas Kubala Akadémia – hagyományteremtő szándékkal – megrendezte az I. Kubala László Nemzetközi U-16-os Labdarúgó Kupát. A győztes a Real Murcia csapata lett a Puskás Ferenc Labdarúgó Akadémiát, a Vasas Kubala Akadémiát és az AKA Sturm Graz-ot megelőzve.